# USS Wailaki (YTB-706)
USS Wailaki (YTB-706) – duży holownik typu Hisada budowany dla United States Navy w czasie II wojny światowej. 
„Wailaki” miał być zbudowany na Terminal Island w San Pedro przez Bethlehem Steel Company, ale kontrakt na budowę został anulowany 29 sierpnia 1945.